# Erdei függőcinege
Az erdei függőcinege vagy aranyhomlokú függőcinege (Anthoscopus flavifrons) a verébalakúak (Passeriformes) rendjébe, ezen belül a függőcinege-félék (Remizidae) családjába tartozó, 9 centiméter hosszú madárfaj. Egyenlítői-Guinea, Elefántcsontpart, Gabon, Ghána, Kamerun, a Kongói Demokratikus Köztársaság, a Kongói Köztársaság, a Közép-afrikai Köztársaság, Libéria és Nigéria szubtrópusi, trópusi alacsonyan fekvő erdőiben, erdőszélein, tisztásain él. Rovarokkal, gyümölcsökkel táplálkozik. Októbertől márciusig költ.

## Alfajai
- A. f. waldronae (Bannerman, 1935) – észak-Libéria, dél-Elefántcsontpart, délnyugat-Ghána;
- A. f. flavifrons (Cassin, 1855) – délkelet-Nigéria, dél-Kamerun, Egyenlítői-Guinea, észak-Gabon, észak- és délnyugat-Kongói Köztársaság, észak-Kongói Demokratikus Köztársaság;
- A. f. ruthae (Chapin, 1958) – kelet-Kongói Demokratikus Köztársaság.

## Fordítás
- Ez a szócikk részben vagy egészben  a   Forest penduline tit című angol Wikipédia-szócikk fordításán alapul.  Az eredeti cikk szerkesztőit annak laptörténete sorolja fel. Ez a jelzés csupán a megfogalmazás eredetét és a szerzői jogokat jelzi, nem szolgál a cikkben szereplő információk forrásmegjelöléseként.